# Сент-Мартин (тауншип, Миннесота)
Сент-Мартин (англ. St. Martin) — тауншип в округе Стернс, Миннесота, США. На 2000 год его население составило 472 человека.

## География
По данным Бюро переписи населения США площадь тауншипа составляет 89,5 км², из которых 89,1 км² занимает суша, а 0,4 км² — вода (0,41 %).

## Демография
По данным переписи населения 2000 года здесь находились 472 человека, 132 домохозяйства и 118 семей.  Плотность населения —  5,3 чел./км².  На территории тауншипа расположено 134 постройки со средней плотностью 1,5 построек на один квадратный километр. Расовый состав населения: 99,79 % белых, 0,21 % — других рас США. Испанцы или латиноамериканцы любой расы составляли 0,21 % от популяции тауншипа.
Из 132 домохозяйств в 53,0 % воспитывались дети до 18 лет, в 84,1 % проживали супружеские пары, в 1,5 % проживали незамужние женщины и в 10,6 % домохозяйств проживали несемейные люди. 9,1 % домохозяйств состояли из одного человека, при том 3,0 % из — одиноких пожилых людей старше 65 лет. Средний размер домохозяйства — 3,58, а семьи — 3,81 человека.
36,7 % населения — младше 18 лет, 7,6 % — в возрасте от 18 до 24 лет, 27,1 % — от 25 до 44, 17,6 % — от 45 до 64, и 11,0 % — старше 65 лет. Средний возраст — 32 года. На каждые 100 женщин приходилось 111,7 мужчин.  На каждые 100 женщин старше 18 приходилось 121,5 мужчин.
Средний годовой доход домохозяйства составлял 40 000 долларов, а средний годовой доход семьи —  41 250 долларов. Средний доход мужчин —  26 339  долларов, в то время как у женщин — 19 135. Доход на душу населения составил 15 123 доллара. За чертой бедности находились 10,3 % семей и 12,1 % всего населения тауншипа, из которых 16,0 % младше 18 и 12,7 % старше 65 лет.